# Carlos Mata Figueroa
Carlos José Mata Figueroa (Pedregales, 30 de octubre de 1957) es un militar y político venezolano, conocido por haber sido Ministro de la Defensa de Venezuela, desde junio de 2010 hasta junio de 2012, donde fue sucedido por Henry Rangel Silva. Mata Figueroa logró el grado de General en Jefe, en el Ejército Nacional de Venezuela. Fue gobernador del estado Nueva Esparta en el período 2012-2017.

## Biografía
Carlos Mata Figueroa nació el 30 de octubre de 1957, siendo hijo de Neptalí Mata e Hilda Figueroa de Mata, quienes lo concibieron en Pedregales, municipio Marcano de la Isla de Margarita. Su padre fue músico y pescador, mientras que su madre fue una mujer dedicada al hogar. Carlos fue criado por su abuela Concha, quien trabajaba en una bodega en Pedregales, donde vendían pan y otros productos.

### Estudios
Al culminar su Bachillerato, se va para Caracas a estudiar en la Academia Militar de Venezuela. Ingresa el 10 de agosto de 1975, y allí cursa sus estudios básicos y se especializa en artillería. Debido a sus buenas calificaciones y ser siempre destacado entre los primeros de su clase, realiza el curso de piloto de helicóptero en el Departamento Aéreo del Ejército, y más tarde, lo realizaría en Italia, en la Empresa de Aviación Augusta, en Milano; además de otros estudios militares en Brasil y Holanda. 
Para complementar su preparación profesional, realizó una especialización en Derecho Internacional Humanitario en la Universidad Santa María, una especialización en Negociación y una maestría en Seguridad y Defensa, en el Instituto de Altos Estudios de la Defensa Nacional, ubicado en Caracas. Asimismo, cursó estudios de Seguridad y Defensa en la Escuela de Altos Estudios, en Holanda.

### Actividad institucional
Se desempeñó como profesor en la Escuela de Artillería del Ejército Venezolano y en el Ejército de los Estados Unidos, convirtiéndose en uno de los militares mejor capacitado del Ejército Nacional Bolivariano. Mata Figueroa llegó a convertirse en General en Jefe del Ejército Nacional Bolivariano, jerarquía que sólo dos paisanos suyos han logrado: Santiago Mariño y Juan Bautista Arismendi. Ocupó distintos cargos en la Fuerza Armada Nacional Bolivariana, hasta llegar a ser Ministro del Poder Popular para la Defensa (hasta 2012).

### Vida privada
Carlos Mata Figueroa estuvo casado con Dinorah Villasmil (nacida el 9 de marzo de 1956), con quien tuvo a su hijo Ricardo y sus nietas Haronid y Samantha. En 2017, contrajo matrimonio con Alejandra Margoth Mora Rosas (nacida el 10 de septiembre de 1990).

## Carrera política

### Ministro de la Defensa (2010 - 2012)
El 25 de enero de 2010, el General Carlos Mata Figueroa asumió el cargo de Ministro de la Defensa de Venezuela, en el gobierno del entonces presidente Hugo Chávez,siendo sucedido por Henry Rangel Silva, quien asume el cargo el 18 de enero de 2012.

### Gobernador del Estado Nueva Esparta (2012 - 2017)
El 28 de diciembre de 2012, ya de pase a retiro del Ejército, Carlos Mata Figueroa asume el cargo de gobernador del estado Nueva Esparta, por el partido PSUV, durante el período 2012-2016. Para lograr esto, se inscribió el 12 de octubre de 2012, y realizó una ardua campaña en la que visitó una a una las comunidades del estado, realizando diferentes eventos y protagonizando caminatas con las poblaciones, palpando la situación de todos los territorios de las Islas de Margarita, Coche y Cubagua. 
Finalizada la contienda, el Consejo Nacional Electoral anunció su primer boletín, con tendencia irreversible, en favor del abanderado del PSUV, con el siguiente resultado: Mata Figueroa con 110.982 votos a favor y el 54,06% de apoyo, mientras que Morel Rodríguez Ávila, candidato a la reelección, fue votado por 93.868 personas que representaron el 45,72% de los votos válidos. Mata Figueroa fue proclamado por el Consejo Nacional Electoral el 17 de diciembre de 2012.
|  | 54,06% |

|  | 45,72% |

|  | 0,20% |

El 15 de octubre de 2017, Alfredo Díaz fue elegido como nuevo gobernador del estado Nueva Esparta con 117.430 votos, equivalentes al 51,87 % del total registrado en la entidad. De acuerdo con el boletín del Consejo Nacional Electoral (CNE), Mata Figueroa del Partido Socialista Unido de Venezuela (PSUV), obtuvo 107.316 votos, equivalentes al 47,40 %.
|  | 51,87% |

|  | 47,40% |

|  | 0,59% |